# Таматі Вільямс
Таматі Андре Вільямс (англ. Tamati Andre Williams; нар. 19 січня 1984, Данідін, Нова Зеландія) — новозеландський футболіст, воротар національної збірної Нової Зеландії та нідерландського клубу «Валвейк».

## Клубна кар'єра
У дорослому футболі дебютував 2003 року виступами за команду клубу «Футбол Кінгз», в якій провів один сезон.
Згодом з 2004 по 2011 рік грав у складі команд клубів «Ваїкато», «Маунт-Веллінгтон», «Окленд Сіті» та «Форрест Гілл Мілфорд».
Своєю грою за останню команду знову привернув увагу представників тренерського штабу клубу «Окленд Сіті», до складу якого повернувся 2012 року. Цього разу відіграв за команду з Окленда наступні три сезони своєї ігрової кар'єри.
До складу нідерландського клубу «Валвейк» приєднався 2016 року.

## Виступи за збірну
2014 року дебютував в офіційних матчах у складі національної збірної Нової Зеландії.
У складі збірної був учасником кубка націй ОФК 2004 року в Австралії, кубка націй ОФК 2016 року у Папуа Новій Гвінеї, здобувши того року титул переможця турніру, розіграшу Кубка конфедерацій 2017 року у Росії.

## Титули і досягнення
- Володар Кубка націй ОФК: 2016
- Бронзовий призер Кубка націй ОФК: 2004